# Tamias siskiyou
Tamias siskiyou är en däggdjursart som först beskrevs av Arthur H. Howell 1922.  Den ingår i släktet jordekorrar och familjen ekorrar. IUCN kategoriserar arten globalt som livskraftig.

## Beskrivning
Nominatunderarten, Tamias siskiyou siskiyou, har ljust gulbrun och ljusgrå päls med mörka strimmor längs rygg och sidor och mörkare, rökfärgade lår och bakdelar. Ansiktet har två ljusare, brunaktiga strimmor och vitaktiga fläckar bakom öronen. Buken är ljust krämfärgad. T. s. humboldti är mörkare och brunare än nominatunderarten, med grå undersida. Längden varierar mellan 25 och 27 cm, och vikten mellan 65 och 85 g. Honan är större än hanen.

## Underarter
Inga underarter finns listade i Catalogue of Life, medan Wilson & Reeder (2005) skiljer mellan två underarter:
- T. siskiyou siskiyou
- T. siskiyou humboldti

Underarten T. s. humboldti förekommer från kusten till omkring 30 km in i landet, medan nominatunderarten (T. s. siskiyou) lever i inlandet.

## Ekologi
Arten vistas i regioner med maritimt klimat som ligger 1 800 till 2 200 meter över havet. Habitatet utgörs av barrskogar med sockertall, douglasgran, coloradogran, Pinus jeffreyi, Calocedrus-arter och praktgran. Bona inrättas i ihåliga träd, nerfallna timmerstockar och bland löv- och trädrester. Arten håller ingen egentlig vinterdvala men gömmer sig antagligen i jordhålor under den kalla årstiden.

### Föda och predation
Födan utgörs framför allt av svamp men kan även omfatta frön, nötter, frukter, andra växtdelar och insekter. Arten lägger upp förråd inför vintermånaderna.
Själv tjänar arten till föda åt falkar, ugglor (inte minst fläckuggla), ormar och olika rovlevande däggdjur.

### Fortplantning
Tamias siskiyou parar sig under våren (mitten till slutet av april behoende på höjden) och sedan föds efter omkring 28 dygns dräktighet en kull med 4 till 6 ungar. De dias i 3 till 4 veckor, eventuellt längre.

## Utbredning
Denna jordekorre förekommer i Siskiyou Mountains med angränsande kustnära områden i norra Kalifornien och en liten del av centrala Oregon.

## Status
IUCN kategoriserar arten globalt som livskraftig, och populationen är stabil. Inga hot mot arten är listade.